# Liste des distinctions de Billy Talent
 (février 2020).
Si vous disposez d'ouvrages ou d'articles de référence ou si vous connaissez des sites web de qualité traitant du thème abordé ici, merci de compléter l'article en donnant les références utiles à sa vérifiabilité et en les liant à la section « Notes et références ».
Billy Talent est un groupe rock canadien formé en 1993 au Mississauga (Ontario). Le groupe est constitué de Benjamin Kowalewicz (chant), Ian D'Sa (guitare et chant), Jonathan Gallant (basse et chant) et Aaron Solowoniuk (batterie et percussions). Billy Talent a produit cinq albums studio jusqu'à ce jour, soit: Watoosh! (1998), Billy Talent (2003), Billy Talent II (2006), Billy Talent III et Dead Silence. Les trois premiers ayant été produit par Atlantic Records et le dernier par Warner Music Canada. Billy Talent and Billy Talent II ont été respectivement certifiés triple disque de platine et double disque de platine par la Canadian Recording Industry Association (CRIA).
Ces derniers ont d'ailleurs atteint le Top 10 de la Canadian Albums Chart soutenu par le Billboard Magazine: Billy Talent atteint la 6e position et Billy Talent II la 1re. Le groupe a reçu une quantité non négligeable de prix au Canada, soit neuf prix sur 29 nominations aux MuchMusic Video Awards ainsi que sept prix sur 16 nominations aux Juno Awards. Il est à noter que Billy Talent a été nommé à toutes les années depuis 2004 aux MuchMusic Video Awards. Bref, pour un total de 20 récompenses sur 50 nominations.

## CASBY Awards
Les CASBY Awards sont des prix remis aux groupes et artistes exerçant dans le monde du rock alternatif et indépendant. Ces prix sont présentés chaque année par CFNY, une station de radio de Toronto. Le groupe a reçu 2 prix sur autant de nominations.
| Année | Nomination   | Catégorie                 | Résultat |
| ----- | ------------ | ------------------------- | -------- |
| 2004  | River Below  | Nouvelle chanson favorite | Lauréat  |
| 2004  | Billy Talent | Nouvel album favori       | Lauréat  |

## ECHO Awards
Les Echo Awards sont une cérémonie de remise de prix allemands instaurée par la Deutsche Phono-Akademie. Billy Talent y a reçu 2 prix sur autant de nominations.
| Année | Nomination   | Catégorie                                     | Résultat |
| ----- | ------------ | --------------------------------------------- | -------- |
| 2007  | Billy Talent | Meilleur découverte international             | Lauréat  |
| 2007  | Billy Talent | Meilleur groupe rock/alternatif international | Lauréat  |

## Prix Juno
Les prix Juno sont présentés par l'Académie canadienne des arts et des sciences de l'enregistrement (CARAS). Billy Talent a reçu sept trophées sur un total de 16 nominations.
| Année | Nomination               | Catégorie                          | Résultat   |
| ----- | ------------------------ | ---------------------------------- | ---------- |
| 2004  | Billy Talent             | Meilleur nouveau groupe de l'année | Lauréat    |
| 2004  | Billy Talent             | Album rock de l'année              | Nomination |
| 2004  | Try Honesty              | Single de l'année                  | Nomination |
| 2005  | Billy Talent             | Groupe de l'année                  | Lauréat    |
| 2005  | Billy Talent             | Meilleur album de l'année          | Lauréat    |
| 2005  | River Below              | Single de l'année                  | Nomination |
| 2007  | Billy Talent             | Groupe de l'année                  | Lauréat    |
| 2007  | Billy Talent II          | Album rock de l'année              | Lauréat    |
| 2007  | Billy Talent II          | Album de l'année                   | Nomination |
| 2007  | Devil in a Midnight Mass | Vidéoclip de l'année               | Nomination |
| 2007  | Devil in a Midnight Mass | Single de l'année                  | Nomination |
| 2008  | 666 live !               | DVD musical de l'année             | Lauréat    |
| 2009  | Billy Talent             | Groupe de l'année                  | Nomination |
| 2009  | Billy Talent III         | Album rock de l'année              | Lauréat    |
| 2009  | Billy Talent III         | Album de l'année                   | Nomination |
| 2009  | Rusted from the Rain     | Single de l'année                  | Nomination |

## MuchMusic Video Awards
Les MuchMusic Video Awards sont une cérémonie annuelle de remise de prix présentée par la chaîne de musique canadienne MuchMusic (Musique plus). Billy Talent a reçu 9 prix sur un total de 29 nominations. C'est d'ailleurs eux qui détiennent le plus grand nombre de nominations pour ces prix.
| Année | Nomination                   | Catégorie                                          | Résultat   |
| ----- | ---------------------------- | -------------------------------------------------- | ---------- |
| 2004  | Try Honesty                  | Meilleur vidéoclip rock                            | Lauréat    |
| 2004  | Try Honesty                  | Meilleur vidéoclip                                 | Nomination |
| 2004  | Try Honesty                  | Meilleure cinématographie                          | Nomination |
| 2004  | Try Honesty                  | Meilleure post-production                          | Nomination |
| 2004  | Try Honesty                  | Meilleur directeur                                 | Nomination |
| 2004  | Billy Talent                 | Choix des fans: Groupe canadien préféré            | Nomination |
| 2005  | River Below                  | Meilleur vidéoclip                                 | Lauréat    |
| 2005  | River Below                  | Meilleur vidéoclip rock                            | Lauréat    |
| 2005  | River Below                  | Meilleure post-production                          | Nomination |
| 2005  | Nothing to Lose              | Meilleur vidéoclip                                 | Nomination |
| 2005  | Nothing to Lose              | Meilleur vidéoclip rock                            | Nomination |
| 2005  | Nothing to Lose              | Meilleure cinématographie                          | Nomination |
| 2005  | River Below, Nothing to Lose | Meilleur directeur                                 | Nomination |
| 2005  | Billy Talent                 | Choix des fans: Groupe canadien préféré            | Nomination |
| 2006  | Devil In A Midnight Mass     | Meilleur vidéoclip                                 | Nomination |
| 2006  | Devil In A Midnight Mass     | Meilleur directeur                                 | Nomination |
| 2006  | Devil In A Midnight Mass     | Meilleure post-production                          | Nomination |
| 2006  | Devil In A Midnight Mass     | Meilleure cinématographie                          | Nomination |
| 2006  | Devil In A Midnight Mass     | Meilleur vidéoclip rock                            | Nomination |
| 2007  | Fallen Leaves                | Meilleur vidéoclip                                 | Lauréat    |
| 2007  | Fallen Leaves                | Meilleur vidéoclip rock MuchLoud                   | Lauréat    |
| 2007  | Devil In A Midnight Mass     | Choix des fans: Groupe canadien préféré            | Lauréat    |
| 2007  | Red Flag                     | Meilleur directeur                                 | Nomination |
| 2007  | Red Flag                     | Meilleure cinématographie                          | Nomination |
| 2008  | Surrender                    | Choix des fans: Groupe canadien préféré            | Nomination |
| 2009  | Rusted From the Rain         | Vidéoclip international de l'année par un canadien | Lauréat    |
| 2010  | Saint Veronika               | Directeur de l'année                               | Lauréat    |
| 2010  | Devil on My Shoulder         | Vidéoclip rock MuchLOUD de l'année                 | Lauréat    |
| 2010  | Devil on My Shoulder         | Vidéoclip de l'année                               | Nomination |